# Конотопа (Млавський повіт)
Конотопа (пол. Konotopa) — село в Польщі, у гміні Стшеґово Млавського повіту Мазовецького воєводства.
Населення — 18 осіб (2011).
У 1975-1998 роках село належало до Цехановського воєводства.

## Демографія
Демографічна структура станом на 31 березня 2011 року:
|          | Загалом | Допрацездатний вік | Працездатний вік | Постпрацездатний вік |
| -------- | ------- | ------------------ | ---------------- | -------------------- |
| Чоловіки | 6       | 0                  | 6                | 0                    |
| Жінки    | 12      | 2                  | 7                | 3                    |
| Разом    | 18      | 2                  | 13               | 3                    |